# Dasineura grasseti
Dasineura grasseti är en tvåvingeart som först beskrevs av Barnes 1935.  Dasineura grasseti ingår i släktet Dasineura och familjen gallmyggor.
Artens utbredningsområde är Algeriet. Inga underarter finns listade i Catalogue of Life.